# Brachyphylla

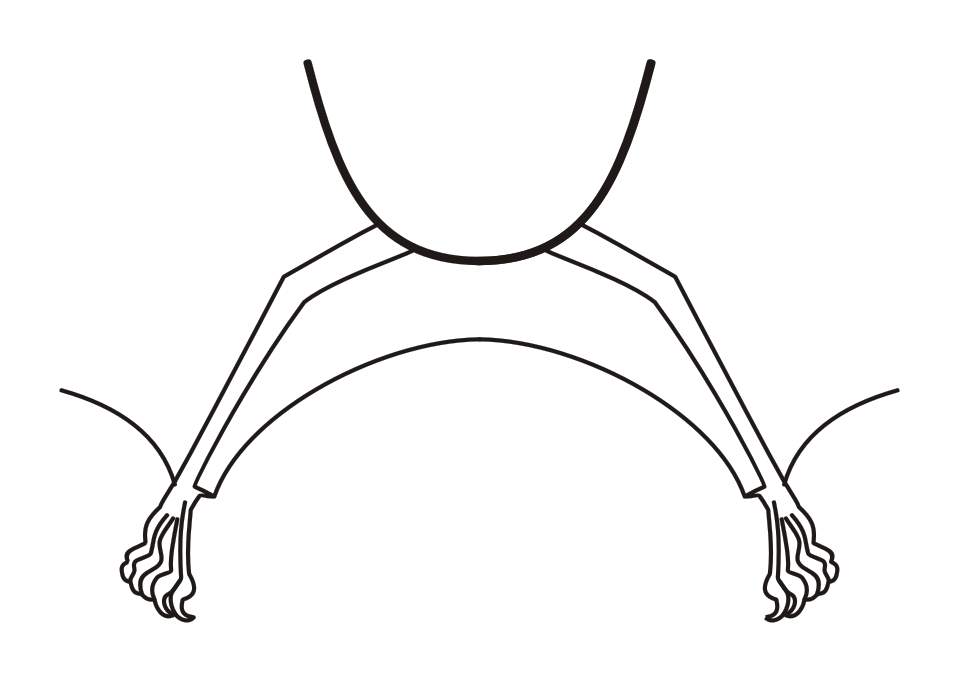
Illustrazione della parte posteriore di Brachyphylla

Brachyphylla (Gray, 1833) è un genere di pipistrelli della famiglia dei Fillostomidi.

## Descrizione

### Dimensioni
Al genere Brachyphylla appartengono pipistrelli di medie dimensioni, con lunghezza della testa e del corpo tra 65 e 103 mm, la lunghezza dell'avambraccio tra 51,5 e 71,1 mm e un peso fino a 67 g.

### Caratteristiche craniche e dentarie
Il cranio è lungo e snello, senza particolari modifiche. Gli incisivi superiori interni sono lunghi e triangolari mentre quelli più esterni sono arrotondati. I primi e i secondi molari superiori hanno grandi cuspidi taglienti.
Sono caratterizzati dalla seguente formula dentaria:

### Aspetto
Le parti superiori sono solitamente giallastre, mentre le parti inferiori sono marroni. Il muso è conico, con una foglia nasale rudimentale e un solco a forma di V sul labbro inferiore. Le orecchie sono piccole e separate. La coda è ridotta ad un tubercolo, mentre l'uropatagio è ben sviluppato. La lingua non è essenzialmente modificata.

## Distribuzione
Il genere è diffuso nei Caraibi.

## Tassonomia
Il genere comprende 2 specie.
- Brachyphylla cavernarum
- Brachyphylla nana